# Cherise Adams-Burnett
Cherise Adams-Burnett (* 1995) ist eine britische Jazzsängerin und Liedtexterin, die auch unter dem Bühnennamen Cherise auftritt.

## Leben und Wirken
Adams-Burnett stammt aus Luton, Bedfordshire, hat jamaikanische Wurzeln und begann ab dem Alter von 16 Jahren sich ernsthaft mit Musik zu beschäftigen. Von der Bildungsorganisation Tomorrow’s Warriors erhielt sie Gesangsunterricht und kam in Kontakt mit der Londoner Jazz-Community. Daraufhin studierte sie am Trinity Laban Conservatoire of Music and Dance; nach ihrem Abschluss 2017 trat sie auf renommierten Veranstaltungsorten und Festivals in Großbritannien auf, von den BBC Proms in der Royal Albert Hall bis zum Love Supreme Jazz Festival. Stilistisch verbindet sie Soul und Neo-Soul mit Jazzgesang. U. a. arbeitete sie bislang mit Künstlern und Gruppen wie dem Nu-Civilization Orchestra, Clare Teal, China Moses, Ashley Henry und Gregory Porter zusammen. Außerdem gehörte sie der Gruppe Trope an; 2017 legte sie mit dieser Band Trope 5ive, ihre erste EP, auf dem Plattenlabel Jazz: Refreshed vor, für die sie Songtexte schrieb. „Remedy“, eine erste Single unter eigenem Namen, erzeugte 2021 Aufsehen. Ihr Debütalbum Calling erschien 2023; sie stellte es im selben Jahr erfolgreich bei Elbjazz vor.
Des Weiteren wirkte Adams-Burnett bei Aufnahmen von Camilla George (The People Could Fly, 2018), des SEED Ensemble um Cassie Kinoshi (Driftglass, 2019), Nubiyan Twist und Alex Hitchcock (Dream Band, 2022) mit. 2020 wurde sie in der Kategorie Jazz-Vokalist des Jahres mit dem Parliamentary Jazz Award  ausgezeichnet.